# Campeonato Panamericano de Béisbol Sub-18 de 2011
El X0 Campeonato Panamericano de Béisbol Sub-18 de 2011 fue una competición de béisbol internacional disputada en Cartagena (Colombia), del 5 al 14 de septiembre. El torneo fue organizado por la Federación Colombiana de Béisbol y otorgó cuatro cupos a la Copa Mundial de Béisbol Sub-18 de 2013

## Equipos
Los equipos participantes.
| - Curazao - Argentina - Aruba - Bahamas - Brasil | - Canadá - Colombia - Estados Unidos - Guatemala | - México - Panamá - Puerto Rico - Venezuela |

## Primera fase
Fuenteː

### Grupo A
| Equipo         | G | P | Av    | Dif |
| -------------- | - | - | ----- | --- |
| Estados Unidos | 6 | 0 | 1.000 | -   |
| Colombia       | 3 | 2 | .600  | 2   |
| México         | 3 | 2 | .600  | 2   |
| Puerto Rico    | 3 | 3 | .600  | 2   |
| Aruba          | 2 | 3 | .400  | 3   |
| Argentina      | 0 | 3 | .000  | 3   |
| Guatemala      | 0 | 4 | .000  | 3   |

### Grupo B
| Equipo    | G | P | Av    | Dif |
| --------- | - | - | ----- | --- |
| Canadá    | 5 | 0 | .600  | -   |
| Venezuela | 4 | 1 | .600  | 1   |
| Panamá    | 3 | 2 | .600  | 2   |
| Curazao   | 2 | 3 | 1.000 | 2   |
| Brasil    | 1 | 4 | .000  | 4   |
| Guatemala | 0 | 5 | .000  | 5   |

## Fase final
Fuenteː
| Equipo         | G | P | Av    | Dif |
| -------------- | - | - | ----- | --- |
| Estados Unidos | 5 | 0 | 1.000 | -   |
| Canadá         | 3 | 2 | .750  | 2   |
| Venezuela      | 3 | 2 | .500  | 2   |
| Panamá         | 2 | 3 | .000  | 3   |
| México         | 2 | 3 | .500  | 3   |
| Colombia       | 1 | 4 | .250  | 4   |

### Resultados
| Bandera de Estados Unidos |
| Campeón Estados Unidos    |
| Tercer título             |

## Clasificados a la Copa del Mundo
Clasificados a la Copa Mundial de Béisbol Sub-18 de 2013
| Bandera de Estados Unidos | Bandera de Canadá | Bandera de Venezuela | Bandera de Panamá |
| Estados Unidos            | Canadá            | Venezuela            | Panamá            |